# 尼爾森·迪亞茲 (裁判)
尼爾森·迪亞茲（英語：Nelson Díaz Blanco）是一个古巴棒球裁判。他主持了在高级别国际锦标赛，包括夏季奥运会，泛美运动会和篮球世界杯。迪亞茲在2009年从古巴叛逃。.